# Encarsia liliyingae
Encarsia liliyingae är en stekelart som beskrevs av Gennaro Viggiani och Ren 1987. Encarsia liliyingae ingår i släktet Encarsia och familjen växtlussteklar. Inga underarter finns listade i Catalogue of Life.